# Devarodes amoena
Devarodes amoena là một loài bướm đêm trong họ Geometridae.